# Orbea schweinfurthii
Orbea schweinfurthii är en oleanderväxtart som först beskrevs av Alwin Berger, och fick sitt nu gällande namn av P.V. Bruyns. Orbea schweinfurthii ingår i släktet Orbea och familjen oleanderväxter. Inga underarter finns listade i Catalogue of Life.